# Louis Garrel
Louis Garrel (ur. 14 czerwca 1983 w Paryżu) – francuski aktor filmowy.

## Życiorys
Pochodzi z rodziny aktorskiej, jest synem aktora i reżysera Philippe Garrela i aktorki Brigitte Sy. Jego dziadek ze strony ojca to aktor Maurice Garrel. W 2004 ukończył szkołę dramatyczną w Narodowym Konserwatorium (Conservatoire National d'Art Dramatique) w Paryżu.
W wieku sześciu lat debiutował na kinowym ekranie w czarno-białym dramacie Zapasowe pocałunki (Les Baisers de secours, 1989) w reżyserii swojego ojca. Po latach wystąpił w jednej z głównych ról w filmie To jest moje ciało (Ceci est mon corps, 2001) z Jane Birkin i Annie Girardot. Zabłysnął rolą zafascynowanego komunizmem Theo w dramacie Bernardo Bertolucciego Marzyciele (The Dreamers, 2003) u boku Michaela Pitta i Evy Green.
W dramacie Moja matka (Ma mère, 2004) wcielił się w syna głównej bohaterki (Isabelle Huppert).
Za rolę 20-letniego studenta François, który ma już dość skostniałych norm obyczajowych, konformistycznych polityków i wojny w Wietnamie i razem z tłumem studentów daje się porwać prokomunistycznej ideologii, zbuntowanej muzyce lat 60. i religii wolnej miłości w dramacie swojego ojca Zwyczajni kochankowie (Les Amants réguliers, 2005) otrzymał nagrodę Cezara dla najlepszego aktora młodego pokolenia.
Prywatnie, Garrel jest związany z Valerią Bruni Tedeschi. W 2009 adoptowali córkę Celine.

## Filmografia
- 1989: Zapasowe pocałunki (Les Baisers de secours, reż. Philippe Garrel) jako Lo
- 2001: To jest moje ciało (Ceci est mon corps, Rodolphe Marconi) jako Antoine
- 2003: Marzyciele (The Dreamers, reż. Bernardo Bertolucci) jako Theo
- 2003: Wojna w Paryżu (La Guerre à Paris, reż. Yolande Zauberman)
- 2004: Moja matka (Ma mère, reż. Christophe Honoré) jako Pierre, syn
- 2005: Zwyczajni kochankowie (Les Amants réguliers, reż. Philippe Garrel) jako François Dervieux
- 2006: Jednoaktówka (Un lever de rideau, reż. François Ozon) jako Bruno
- 2006: Dans Paris, reż. Christophe Honoré, jako Jonathan
- 2007: Les chansons d’amour (reż. Christophe Honoré) jako Ismaël Bénoliel
- 2007: Aktorki (Actrices, reż. Valeria Bruni Tedeschi)
- 2008: La Belle Personne (reż. Christophe Honoré) jako Nemours
- 2008: Granica świtu (La Frontière de l'aube, reż. Philippe Garrel)
- 2009: Non ma fille tu n'iras pas danser (reż. Christophe Honoré)
- 2010: Diarchia (reż. Ferdinando Cito Filomarino)
- 2010: Les Amours imaginaires (reż. Xavier Dolan)
- 2010: Le Mariage à trois (reż. Jacques Doillon)
- 2011: Un été brûlant (reż. Philippe Garrel)
- 2011: Les Bien-aimés (reż. Christophe Honoré)
- 2013: La jalousie (reż. Philippe Garrel)
- 2013: Un château en Italie (reż. Valeria Bruni Tedeschi)
- 2014: Saint Laurent jako Jacques de Bascher

## Nagrody
- Cezar za rolę François Dervieux w dramacie Philippe’a Garrela Zwyczajni kochankowie (2005) dla najlepszego aktora młodego pokolenia